# Skärsjön (Pjätteryds socken, Småland)
Skärsjön är en sjö i Älmhults kommun i Småland och ingår i Helge ås huvudavrinningsområde. Sjön är 4 meter djup, har en yta på 0,249 kvadratkilometer och befinner sig 150 meter över havet. Vid provfiske har abborre, gädda och mört fångats i sjön.

## Delavrinningsområde
Skärsjön ingår i det delavrinningsområde (627666-139017) som SMHI kallar för Ovan Lillån. Medelhöjden är 144 meter över havet och ytan är 33,4 kvadratkilometer. Räknas de 42 avrinningsområdena uppströms in blir den ackumulerade arean 1 092,21 kvadratkilometer. Avrinningsområdets utflöde Helge å mynnar i havet. Avrinningsområdet består mestadels av skog (67 %) och sankmarker (18 %). Avrinningsområdet har 0,86 kvadratkilometer vattenytor vilket ger det en sjöprocent på 2,6 %.